# Agostino Straulino
Agostino Straulino (Mali Lošinj, 10 oktober 1914 - Rome, 14 december 2004) was een Italiaans zeiler.
Straulino won in 1939 samen met zijn vaste partner Nicolò Rode de zilveren medaille tijdens de wereldkampioenschappen in de star. Negen jaar later evenaarden Straulino en Rode deze prestatie. Tijdens de Olympische Zomerspelen 1948 behaalde Rode samen met Straulino de vijfde plaats in de star. In 1952 werden Straulino en Rode voor de eerste maal wereldkampioen. Later tijdens dat jaar won Straulino samen met zijn vaste partner Rode de olympische gouden medaille. In 1953 prolongeerden Straulino en Rode hun wereldtitel in eigen land in Napels.  In 1956 wederom in Napels wonnen Straulino en Rode hun derde wereldtitel. Tijdens de Olympische Zomerspelen 1956 won Straulino de zilveren medaille in de star. Vanaf 1957 nam Straulino deel zonde Rode aan zijn zijde. Tijdens de Olympische Zomerspelen 1960 in eigen land als vierde in de star. Vier jaar later eindigde Straulino in de 5,5 meter klasse als vierde tijdens de Olympische Zomerspelen 1964 in de 5,5 meter klasse. In 1965 werd Straulino wereldkampioen in de 5,5 meter klasse.

## Wereldkampioenschappen
| Jaar | Plaats        | Resultaten |
| ---- | ------------- | ---------- |
| 1939 | Kiel          | star       |
| 1948 | Cascais       | star       |
| 1950 | Chicago       | 5e star    |
| 1951 | Gibson Island | 6e star    |
| 1952 | Cascais       | star       |
| 1953 | Napels        | star       |
| 1954 | Cascais       | star       |
| 1955 | Havana        | 13e star   |
| 1956 | Napels        | star       |
| 1957 | Havana        | 9e star    |
| 1959 | Newport Beach | 12e star   |
| 1965 | Napels        | 5,5 meter  |

## Olympische Zomerspelen
| Jaar | Plaats    | Resultaten          |
| ---- | --------- | ------------------- |
| 1948 | Londen    | 5e star             |
| 1952 | Helsinki  | star                |
| 1956 | Melbourne | star                |
| 1960 | Rome      | 4e star             |
| 1964 | Tokio     | 4e 5,5 meter klasse |